# Јелена Бабић Лазић
Јелена Бабић - Лазић (Стублине код Обреновца, 28. април 1949) песникиња је и приповедач.

## Биографија
Средњу медицинску и Вишу медицинску школу је завршила у Београду. Радила је као секретар самоуправљања и секретар Управног одбора. У периоду од 1983. године до 1993. године била је члан Издавачког одбора листа "Јавна хигијена". У наведеном листу објављивала је песме, прозне чланке и радила коректуру осталих текстова. Члан је Удружења књижевника Србије од 2000. године.

## Књижевни рад
Објавила је четири збирке песама. Збирку поезије "Отето од љубави отето од живота" објављује 1997. године. Рецензију књиге је радио Милорад Р. Блечић, који је био рецезент и издавач друге књиге поезије  "Воћка и душа" 2000. године. 
Збирка "Мирис успомена" објављена је 2002. године и о овој збирци Божидар Младеновић је написао: "Препуштајући се песничким пустоловинама, песникиња Јелена Бабић-Лазић трага за сјајем младости који никакви животни ветрови не могу да развеју. Тај сјај није видљив обичном, будном оку. Стога се песникиња обраћа својим успоменама – најсигурнијем чувару незаборавних љубавних чежњи, љубавних маштарија и љубавних дозива".
Четврту збирку песама "Кругови љубави", Ј. Бабић-Лазић објављује 2019. године. О књизи Слободан Ракитић је поред осталог написао: "У овом избору који делује кохерентно, Јелена Бабић-Лазић је заокупљена оним чега више нема и оним што јесте. О успоменама она пева као о живој стварности. Ако не овде, онда на неком другом месту."
Кратки роман "Осуђена на бол" објављује 2020. године. Светлана Циврић Вучићевић је у својој рецензији написала: "Текст пред нама чини један колоплет ликова и догађаја, времена и места, али са јасном потком која све држи на окупу, бринући о логици, мери и пропорцијама. Она чини целину од тог збира појединачних делова који се нижу, смењују и преплићу. Потка крије поруку и идеју ове мале приповести. Основу око које се плете прича чине фрагменти сећања једне жене на самртној постељи, жене немоћне да комуницира са било киме осим са својим сопственим успоменама. У њеној реалности у истој равни појављују се живи и мртви; први су ту да јој олакшају преостало време на земљи, други да је припреме за одлазак у простор где време више не постоји.", а књижевник Неђо Ћићо Стојановић о књизи каже: "Књига Осуђена на бол, је књига једног времена у Србији и у српском народу, времена које је у многоме било другачије од овог у коме сада живимо.".